# 花園 (青森市)
花園（はなぞの）は青森県青森市の地名。現行行政地名は花園一丁目及び花園二丁目。郵便番号は030-0966。

## 地理
青森市の中心市街地東側に位置する。北で栄町・合浦、東で浪打、南で佃、南西で松森、西で堤川を挟んで松原と接する。地内の大部分は住宅地であり団地もある。戦前は青森師範学校と青森師範学校附属小学校があった。現在、大通り（藤田組通り）には街路樹が植えられている。町域は横長の長方形のような形をしている。南のほうの境界線は道ではなく直線状にはなっていない。西は堤川が境界であり、東は浪打銀座通りが境界である。北は東北本線の旧線路跡地の遊歩道緑地で堤川から450mほどは特に「文芸のこみち」として利用されている。開園は1995年7月7日。青森県出身の著名人の碑が14基建てられている。町内会からは花園遊歩道とも呼ばれている。旧線路跡の遊歩道の歩道橋には「松園橋」という名前が付けられている（対岸は松原）。
花園2丁目の南端、甲田橋から東に伸びてきた通りに隣接した区域は、1928年（昭和3年）まで陸軍歩兵第五連隊の射撃場であった。後に住宅地となり、一時「銃ヶ丘」とも呼ばれた。

### 河川
- 堤川 - 松園橋・甲田橋が架かる。

## 歴史
かつては大部分が大字造道字浪打に属していた。
- 1935（昭和10年） - 現在の花園1丁目付近で区画整理が行われ、その地域に「花園町」と名付けられた。その名の由来は、合浦公園を建設したことで知られる水原衛作が、現在の諏訪神社付近に、土地に恵まれない都会人のために園地を貸与し、自ら野菜や草木を栽培させる農園を作ろうとしていたことが理由である。
- 1969年（昭和44年）11月1日 - 青森市東部地区の住居表示実施の際、花園一・二丁目が置かれる。
  - 花園一丁目 - 花園町の一部
  - 花園二丁目 - 花園町、栄町、造道字浪打、松森字佃の各一部

## 施設
- 青森地方気象台
- 南栄町保育園
- 日本赤十字社青森血液センター